# Still (中村あゆみの曲)
「Still」（スティル）は、1987年10月にリリースされた中村あゆみの9枚目のシングルである。
1988年5月21日にCDシングルとして再発されている。規格品番はオリジナル盤のシングルレコードが7HB-2015、再発CDシングルが10HD-2009。

## 解説
- 表題曲はテレビ朝日系ドラマ『風呂上がりの夜空に』のエンディングテーマ曲である（オープニング曲はカップリング収録の「R&BにWoo...NASARETE」）。
- シングルとしては初の自身による作曲作品であるが、オリジナル・アルバムには未収録である。

## 収録曲
1. Still
  - 作詞:中村あゆみ、浅見純／作曲:中村あゆみ／編曲:広瀬徳志
2. R&BにWoo...NASARETE
  - 作詞:中村あゆみ、浅見純／作曲:中村あゆみ、山本拓夫／編曲:The Midinight Kids

## 収録作品
- Still
  - BEST COLLECTION HUMMING BIRD YEARS '84-'93
  - HEART of DIAMONDS II（Remixによるベストアルバム）
  - Decade-Ayumi Live-（ライブ収録）
  - Ayumi of AYUMI〜30th Anniversary All Time Best

- R&BにWoo...NASARETE
  - BEST COLLECTION HUMMING BIRD YEARS '84-'93